# Cécile Kouyouri
Cécile Kouyouri est une cheffe coutumière amérindienne appartenant au groupe Kali'na de Guyane. Elle est née le 19 janvier 1959 à Grosse-Roche, ancien village Kali'na d'Iracoubo. Elle est depuis 1997 la cheffe du village de Bellevue, situé sur la commune d'Iracoubo.

## Origine
Cécile Kouyouri est née le 19 janvier 1959 à Grosse Roche, village Kali'na situé sur la commune d'Iracoubo. Elle fait partie d'une fratrie de 13 enfants dont 3 sont décédés. Elle est la fille ainée de la famille.

Après la départementalisation de la Guyane, le premier préfet, Robert Vignon, veut assurer un regroupement des populations amérindiennes afin de créer de gros villages à proximité des bourgs. Il souhaite ainsi favoriser la mise en place de structures sanitaires et scolaires. Dans les années 1950 sera dans ce but créé « Le Service indien », travaillant sur ce regroupement.
Michel Lohier est nommé en 1947 « Commissaire préfectoral des Galibis » par le Préfet Vignon. Il installe sur le site de Grosse Roche les familles Kali’na d’Iracoubo, dont Cécile Kouyouri fait partie. Ce déplacement n’est pas apprécié par tous et est effectué avec l’aide de la gendarmerie du canton. On leur construit un hangar commun, possédant un moulin à manioc, une platine et d'autres objets utiles. Quelque temps plus tard, Grosse-Roche est envasé, envahi par la mangrove, et devient un refuge d'insectes et de chauves-souris. Le village devenu inhabitable, les familles n'ont d'autre choix que de se déplacer. La famille de Cécile Kouyouri s'installe dans le village de Moukaya, puis sur le lieu qui va devenir le village de Yanou, plus communément appelé "Bellevue". Le Chef coutumier du village de Grosse-Roche, Philoubine Kouyouri, grand-père de Cécile Kouyouri, se serait installé dans la savane Yanou, car il jugeait ce lieu de vie prospère. Il serait venu faire un abattis et un petit carbet, et la plupart du village l'aurait suivi pour finalement, y rester durablement. Le village Grosse-Roche n'existe actuellement plus.

## Jeunesse et formation
En raison des politiques d'assimilation menées dans les années 1950-1960 - et en particulier de la mise en place des "homes amérindiens", Cécile Kouyouri  est obligée de quitter sa famille pour une scolarisation obligatoire à Sinnamary, car il n'existe pas d'école à Bellevue. Elle est accueillie au sein d'un internat à l'école des Sœurs de Saint Joseph de Cluny. Ce lieu est spécifique pour l'éducation des jeunes filles Kali'na. Elle peut seulement retrouver sa famille aux vacances trimestrielles.

Elle est scolarisée à Sinnamary jusqu'au cours moyen 2e année, ce qui correspond à la cinquième année de scolarité d'un enfant à l'école élémentaire. Avec les religieuses de Sinnamary, elle apprend aussi des savoir-faire tels que la couture, la broderie et la plumasserie notamment avec la confection de fleurs en plumes d'oiseaux (Ibis rouge, Toucan Ariel, Perroquet Amazone…). Ce dernier savoir-faire a presque disparu à la suite de la protection de certains oiseaux.

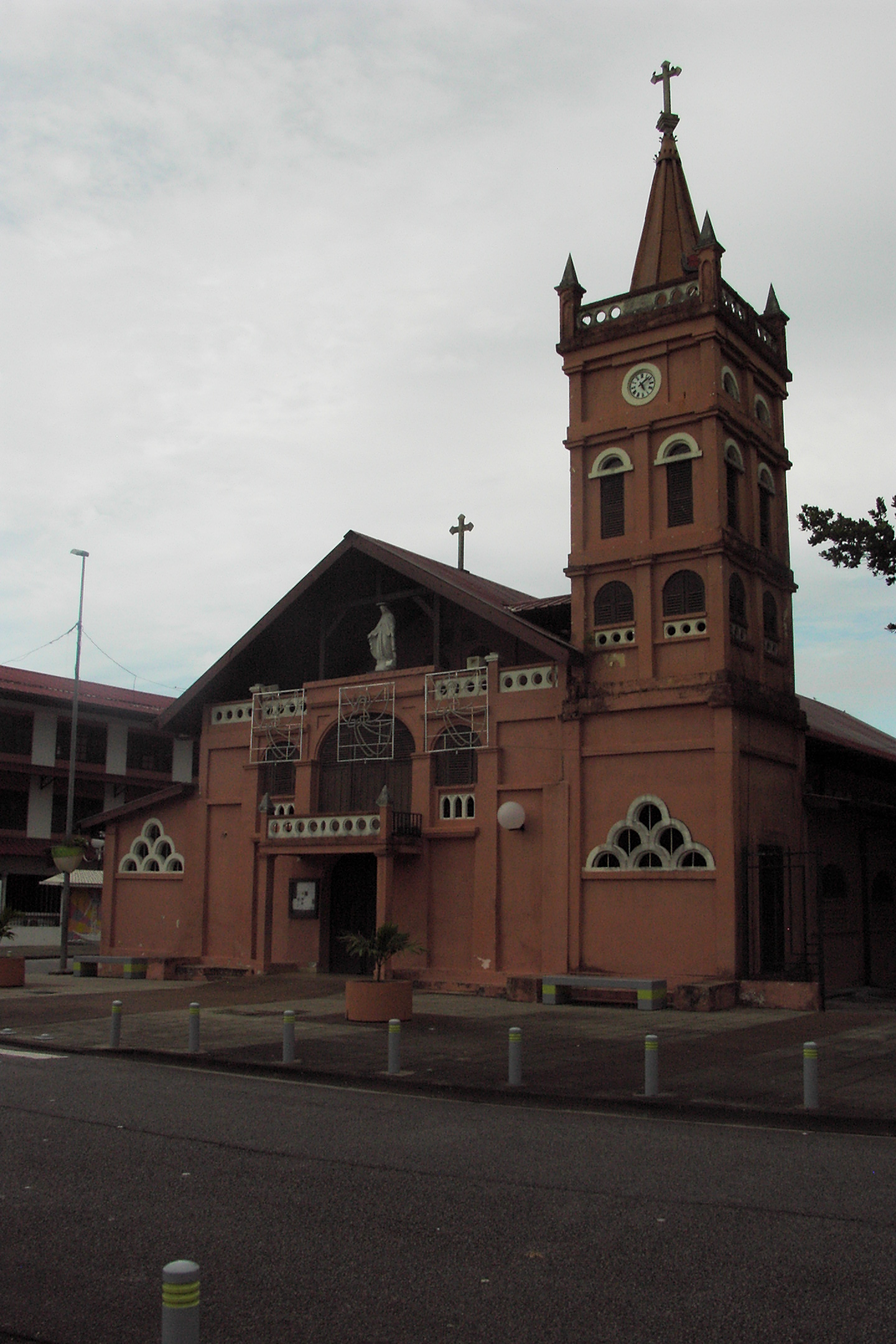
Église de Sinnamary

Après Sinnamary, sa scolarité peut se poursuivre soit à Cayenne soit à Saint-Laurent du Maroni, très éloignée de Bellevue. Elle entre en internat chez les religieuses à Saint-Laurent du Maroni puis continue ses études au sein d'une section technique. Elle effectue un BEP "Secrétariat" à l'école des sœurs Anne-Marie Javouhey à Mirza, à Cayenne. Après l’obtention de son BEP, elle ne retourne pas dans son village mais s’installe au centre du bourg créole d’Iracoubo et obtient un prêt pour y ouvrir un atelier de couture.
Cécile Kouyouri affirme avoir pu supporter cet éloignement familial en vue d'une éducation traditionnelle forte et de repères culturels solides. Cela est une chance pour elle car être scolarisé loin de chez soi est assez coûteux et il n'y avait à l'époque pas d'aides pour assurer cette charge financière. Toutefois, la scolarité n'était pas forcément très adaptée à la culture Kali'na.
De plus, durant plusieurs années, elle est également jeune fille au pair dans une famille catholique métropolitaine dont le père est ingénieur au CSG (Centre Spatial Guyanais) et la mère magistrate de formation, sans profession. Elle s’approprie alors des normes familiales, conjugales et éducatives très différentes de celles de son village d’origine.

## Parcours politique

### Evolution féminisée du statut de chef coutumier
Dans sa jeunesse, le dernier capitaine - chef coutumier de Bellevue est son grand-père, Philoubine Kouyouri. Après son décès, durant treize ans, il n'y a plus de représentant chef coutumier au sein du village. Les habitants pensent alors que la présence d'un chef coutumier n'est pas nécessaire dans chaque village. Toutefois, cette absence se fait sentir au fil du temps, car ce statut assure de grandes fonctions nécessaires au maintien et au bien-être d'un village. Un avis d'autres chefs coutumiers est sollicité (Michel Thérèse d'Awala et William Daniel de Yalimapo) ainsi que d'une personnalité Kali'na reconnue, Félix Tiouka. Ensemble, ils mettent en place un groupe de travail à Bellevue avec pour objectif de déterminer les modalités démocratiques de désignation et d'organisation de l'installation du chef coutumier.
Cécile Kouyouri fait partie de ce groupe de travail et est désignée par une femme qui reconnait en elle toutes les qualités requises à cette fonction, et lui attribue une bonne connaissance du milieu grâce à l'héritage de son grand-père. Les autres membres adhèrent à l'unanimité à cette proposition. Elle est la seule candidate. Connaissant les grandes responsabilités liées à ce titre ainsi que ses impacts sur sa vie personnelle, Cécile Kouyouri demande un temps de réflexion. En 1997, elle accepte finalement d'être candidate à la fonction de cheffe coutumière. Le groupe de travail organise des élections démocratiques avec la collaboration de la Fédération des Organisations Autochtones de Guyane (FOAG). Le 29 juin 1997 a lieu le vote et Cécile Kouyouri est élue par les habitants de Bellevue. Elle devient la première femme amérindienne élue cheffe coutumière en Guyane. Jamais aucune femme n'avait eu le privilège jusque là d'avoir cette place au sein d'un village amérindien. La fonction se féminise et promeut une image nouvelle au sein du groupe Kali'na ainsi que dans la communauté amérindienne de Guyane,.
Le 7 juillet 1997, la cérémonie d'investiture est organisée par la FOAG où plusieurs personnalités sont conviées (notamment le préfet de Guyane Dominique Vian, des élus politiques, le président du conseil régional de Guyane - Antoine Karam, le Maire d'Iracoubo - Georges Othily et des communes voisines, d'autres chefs coutumiers, les gendarmes de la commune…). Cette cérémonie permet à l'individu d'endosser les fonctions ou la position de chef coutumier. Cécile Kouyouri est vêtue d'une tenue traditionnelle accompagnée du drapeau de la France ainsi que d'un collier traditionnel symbolisant le troc. Puis sa marraine lui donne un châle ("aguesa" en Kali'na) qui confirme sa fonction. D'autres éléments symboliques et traditionnels lui sont transmis tel que le "boutou", morceau de bois travaillé représentant l'autorité et le "kachiri", boisson fermentée de manioc partagée représentant la terre. Cette cérémonie mémorable est un engagement important pour Cécile Kouyouri en tant que première femme amérindienne choisie et élue par les habitants du village de Bellevue comme cheffe coutumière.

### Fonction de cheffe coutumière
La cheffe coutumière assume aussi la fonction de "capitaine". Elle conserve ce statut à vie : si elle peut être remplacée, le titre lui est toutefois accordé à vie. Elle représente la loi, la sagesse ainsi que l'âme de la communauté du village de Bellevue. Elle est garante et référente de la transmission amérindienne Kali'na.

### Engagements communautaires et politiques
À la suite du projet de construction d'un pas de tir Soyouz entre Kourou et Sinnamary, des représentants de la communauté amérindienne dont Cécile Kouyouri sont invités sur le site par le CNES, ainsi qu'aux présentations des résultats des fouilles en 2005. D’après elle, valoriser l'archéologie amérindienne favorise le respect de la culture amérindienne au présent.
Cécile Kouyouri est engagée au sein de plusieurs références des droits des peuples autochtones : elle est notamment représentante au Conseil des femmes à la Coordination des Organisations autochtones du Bassin Amazonique (COICA), où elle participe à divers colloques (Colloque Résistances des femmes autochtones dans les Amériques : dialogues, réflexions et actions - 4 au 6 septembre 2019 à l'Université du Québec à Montréal (Québec)). Elle est invitée au Museum de Toulouse pour faire entendre la voix des femmes autochtones en 2019  et apparait au sein de l'exposition "Oka Amazonie, une forêt habitée" du 23 avril 2019 au 31 décembre 2022. Elle est enfin membre active de la FOAG, et revendique la reconnaissance des peuples amérindiens de Guyane auprès de l'Etat Français. Cette revendication consiste en une demande de reconnaissance des peuples autochtones en tant que citoyens existe depuis 1969 .
En tant que cheffe coutumière, elle porte plusieurs revendications et engagements communautaires et politiques notamment en lien avec son groupe culturel et son village.

#### Revendication des terres
Cécile Kouyouri revendique un dispositif d'attributions foncières en Guyane, les Zones de Droits d'Usages Collectifs (ZDUC). Ce dispositif est créé en 1987 par décret du Premier ministre Jacques Chirac pour les « communautés tirant traditionnellement subsistance de la forêt ». C'est une demande longue et complexe :  les villages amérindiens d'Iracoubo réussissent à obtenir deux Zones de Droits d'Usage collectifs pour la communauté Kali'na, et deux concessions, l'une pour Bellevue et pour l'autre Organabo, en 2017. Le village de Bellevue obtient  une concession collective de 1000 hectares pour y développer des abattis. Cécile Kouyouri affirme que ces concessions peuvent se révéler des solutions pour l’avenir, et pourraient développer l’économie pour les jeunes, afin qu’ils reviennent au sein de leur village.

#### Restriction de la chasse
Les groupes amérindiens tel que les Kali'na subissent certaines interdictions de chasse, ce qui a considérablement changé leur manière de s'alimenter. Ils sont pourtant soucieux du respect de la nature, notamment en respectant une période de chasse adaptée à chaque gibier en fonction de la Lune et des saisons, et en ne chassent pas à outrance, mais simplement ce dont ils ont besoin. Auprès des instances officielles, ces revendications que la terre est un moyen de subsistance pour les amérindiens commencent peu à peu à changer.

#### Evolution du mode de vie

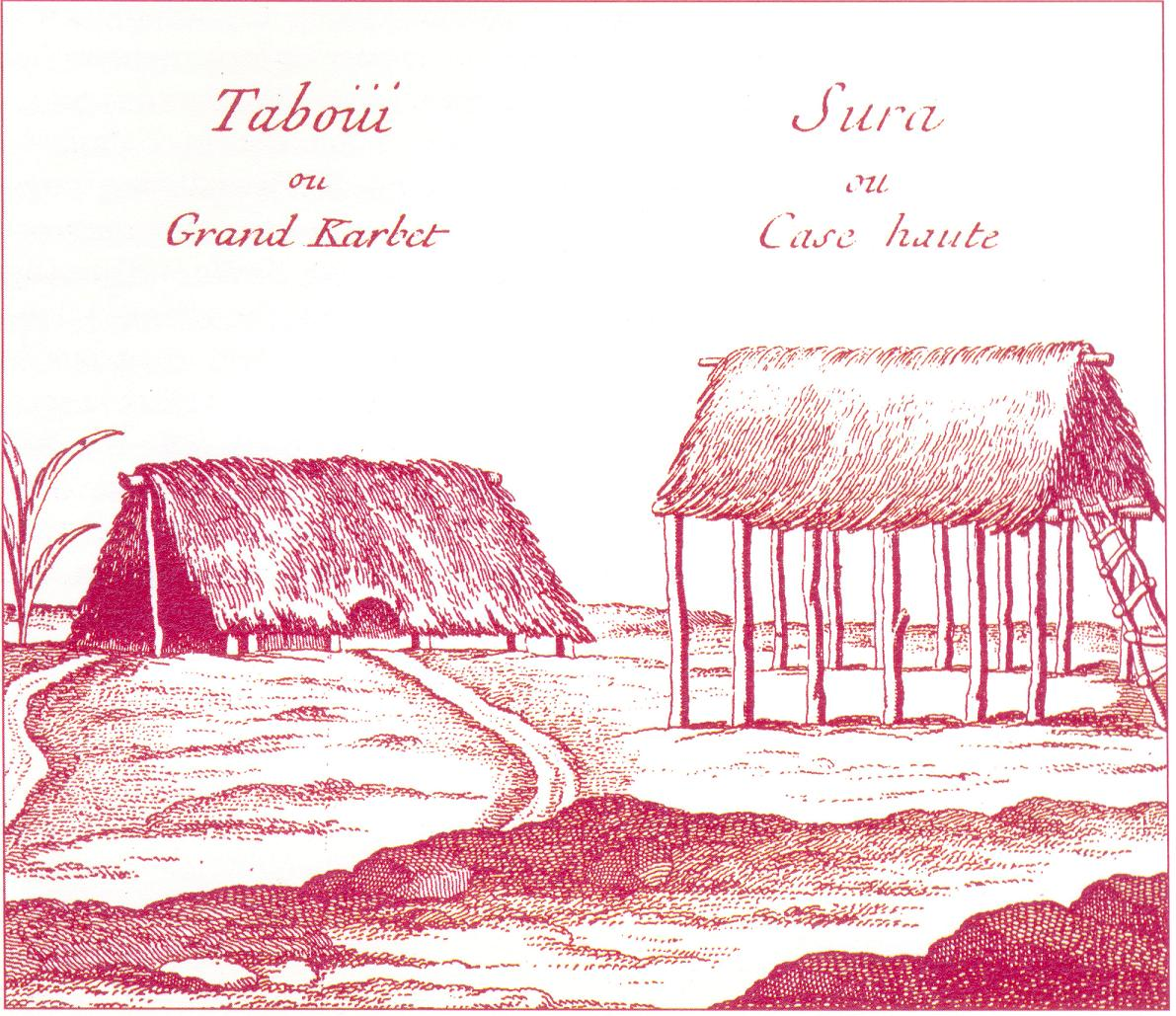
Dessin de 1743 (Architecture Kali'na) - tiré de "Na'na Kali'na. Une histoire des Kali'na en Guyane"

Le mode de vie amérindien a beaucoup évolué d'après Cécile Kouyouri, notamment avec la perception de l'habitat. Le carbet ayant été remplacé par des maisons en dur, l'utilisation et la connaissance des bois de construction disparait peu à peu.
Le carbet devient désormais pour certains un signe de pauvreté a contrario des maisons qui sont un signe de privilège. Les habitants préfèrent les habitations closes, ce qui faite tendre les communautés vers un individualisme qui impacte les relations humaines au sein du groupe et du village.

#### Le droit coutumier
Cécile Kouyouri souhaite profondément que le droit coutumier soit reconnu car il démontre le lien avec la terre, en englobant les ancêtres, la faune, la flore ainsi que l'habitat de sa communauté.

#### La crise identitaire des amérindiens
Cécile Kouyouri est consciente de la situation actuelle vécue par les amérindiens. Elle l'attribue cette crise à une absence d'identité culturelle forte et à des repères solides. Elle pense que les amérindiens doivent s'adapter à la modernité : elle prône toutefois la transmission des valeurs familiales et la valorisation des traditions et des savoir-faire amérindiens. Elle participe à l'aide et l'accompagnement de la jeune génération en accompagnant eur intégration dans le monde actuel notamment au sein du marché de l'emploi, la transmission de savoir-faire…  Elle tient à développer l’artisanat notamment sous forme d'apprentissage avec des ateliers de vannerie, de poterie, de couture… pour la jeunesse amérindienne.

## Vie associative
Cécile Kouyouri et Brigitte Wyngaarde (cheffe coutumière du village de Balaté) créent l’association "Villages de Guyane" en 2001. Cette dernière réunit les principales militantes amérindiennes ainsi que des hommes non kali’na, et a pour objectif de privilégier le travail à l’échelle des villages et non à l’international. Ensemble, elles protestent contre le projet de concession par l’État à la commune de Maripasoula de terrains au sein des villages Wayana du Sud (Elaé, Kayodé, Twenké, Taluhwen, Antecume Pata et Pidima). Elles affirment alors  « Nous savons ce qu'il adviendra des villages lorsqu'ils seront passés dans l'escarcelle communale : c'est à plus ou moins brève échéance le morcellement en parcelles et la disparition de la vie communautaire. Il a été décidé que les sociétés et les cultures de Guyane ne sont pas toutes égales, et que seules les plus influentes seront préservées.» (octobre 2005). Après quelques années, l’association cesse ses activités. Une deuxième scission a lieu en 2011, avec la création de "l’Organisation des nations autochtones de Guyane" (ONAG).
Cécile Kouyouri est Présidente de l'association "Wayanawawoy". Le nom fait référence au regroupement des trois villages voisins. Cette association a pour but d'organiser des événements festifs et s'oriente progressivement vers des questionnements de la vie sociale et culturelle.

## Distinction
En tant que cheffe coutumière, Cécile Kouyouri a reçu la médaille de la Reconnaissance française par le Président du Conseil Régional de la Guyane, Antoine Karam, à l'occasion de la Journée internationale des femmes, le 8 mars 2003.
Le 8 Mars 2021 - toujours à l'occasion de la Journée internationale des droits des femmes - Élisabeth Moreno (Ministre déléguée auprès du Premier ministre chargée de l’Égalité entre les femmes et les hommes, de la Diversité et de l’Égalité des chances) récompense 18 associations et 18 femmes (dont Cécile Kouyouri) en leur décernant la Médaille de l'égalité dans le cadre de l'opération "1000 possibles". Cette campagne a pour objectif de promouvoir l'égalité entre les hommes et les femmes tout en honorant les héroïnes du quotidien. Elle veut aussi inspirer les 1000 petites filles qui naitront le 8 mars 2021 et donner confiance à toutes les femmes.